# ラウン山
ラウン山（ラウンさん、(インドネシア語: Gunung Raung）は、インドネシアのジャワ島における最も活発に活動している火山のひとつ。
東ジャワ州に位置し、幅2-キロメートル (1.2 mi)、深さ500-メートル (1,600 ft)のカルデラが、灰色を帯びた外輪山に囲まれている。外輪山の頂部の色が、山裾の斜面と異なって見えるのは、頂部が植生を欠いているからであり、山裾の斜面は広く健全な植生で覆われている。海抜標高がほぼ3,332m（10,932フィート）のラウン山は、周辺では最も高い火山である。一帯の主要な火山の合間の谷には、火山灰が多く堆積しており、農業に適した土壌となっているが、利用可能な土地は限られている。ラウン山は、北東から南西に走る線上に配置された成層火山の列の中央にあり、北東側にスケット山、西側にガドゥン山 (Gunung Gadung) が位置している。
ラウン山は、バリ島北部シガラジャのロヴィナ・ビーチからも眺望できる。登山する場合のノーマルルートは、ボンドウォソ県側からスムベル・リンギン (Sumber Wringin) を通って進む。標準的には2泊3日をかけて登山し、往路復路とも途中で野営する。往路では標高2900mほどの7合目以上で泊まらなければ、頂上到達は難しいとされる。
記録に残る最も古いう噴火は1586年で、この時には死者が出たとされ、その後も1817年までの間に死者が出るような噴火が5回記録された。
一帯の生態系が豊かであり、2016年にラウン山は同じくジャワ島東部にあるイジェン山、アラス・プルウォ国立公園、バルラン国立公園、ムル・ブティリ国立公園などを含むブランバンガン半島地域はユネスコの生物圏保護区に指定された。

## 2015年の噴火

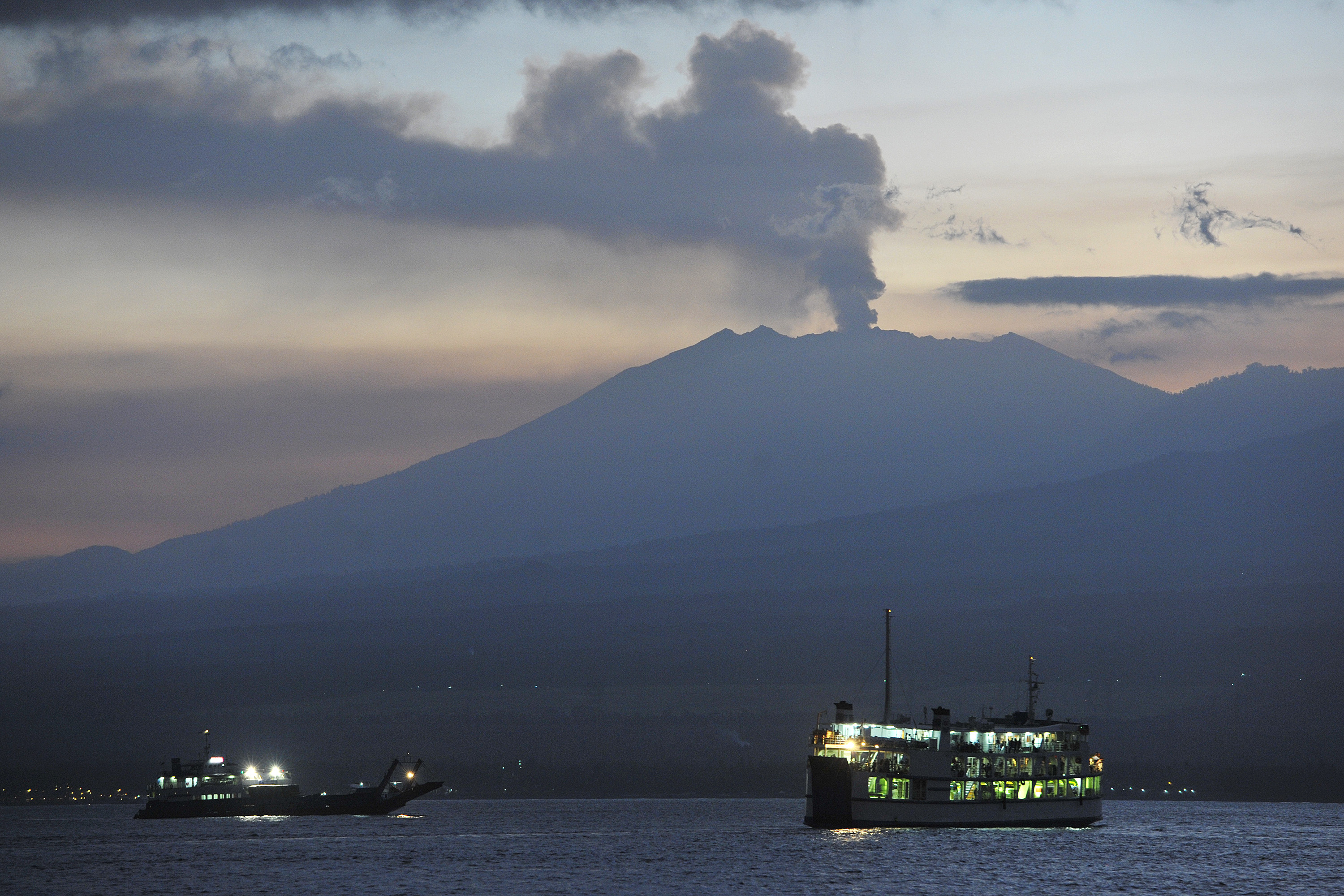
バリ海峡から望むラウン山の噴火。

2015年6月24日、火山活動の活発化が観測され始め、6月29日には噴煙が噴き上がり、カルデラから3km以内の住民たちに避難警報が出され、近傍のバリ島では航空機の発着に大きな支障が生じた。
2015年7月はじめに撮影されたランドサットの画像によって、新たな赤熱溶岩 (lava pool) が確認され、以前からあった1か所と合わせて2か所になっていた。これによって、全面的な噴火は、しばらくの間遅延するものと思われた。この時点で、溶岩はカルデラの内部に留まっていた。
2015年7月9日から、ラマダーン（断食月）明けの祭事イド・アル＝フィトルの最中だった人気の観光地バリ島やスラバヤの空港を含め、インドネシア国内のいくつもの空港が、噴煙による火山灰の影響で閉鎖された。爆発的な火山灰の噴出は8月14日午後にようやくおさまった。これによって、今回の噴火活動はおおむね終息した。

## ギャラリー

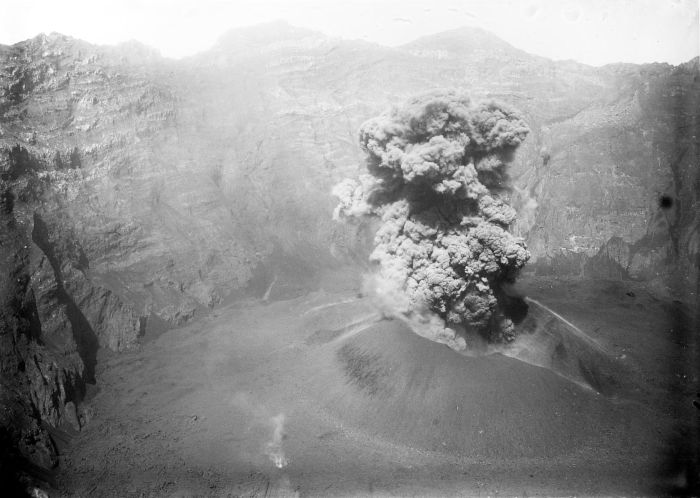
1913年の噴火。
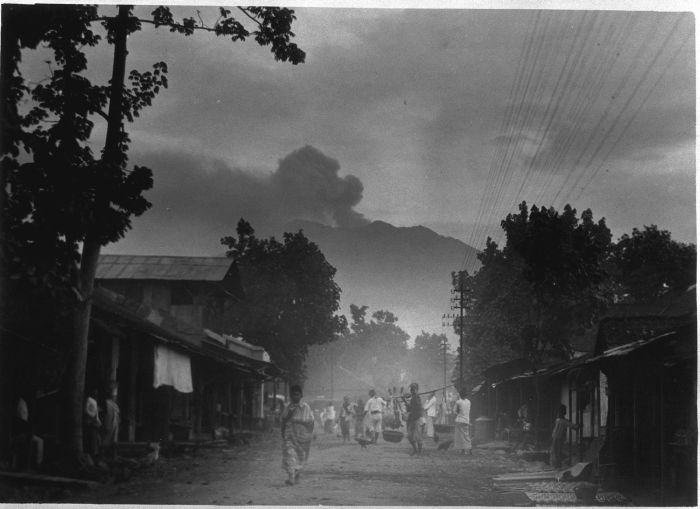
1927年の噴火。
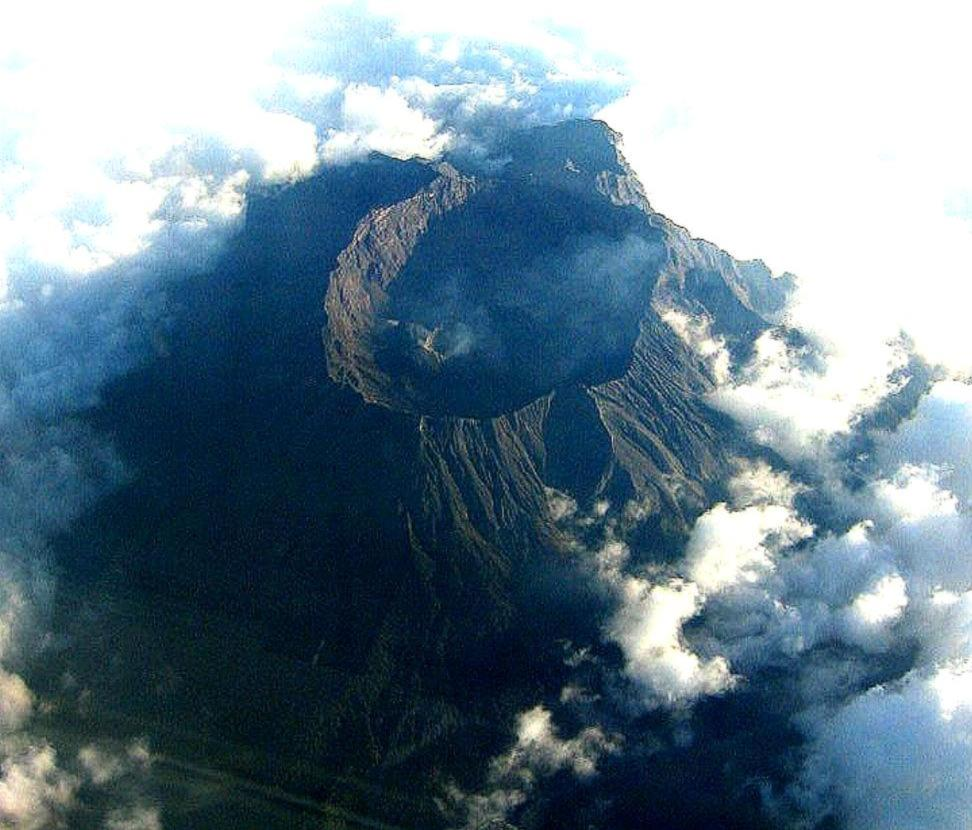
ラウン山、2005年9月撮影。
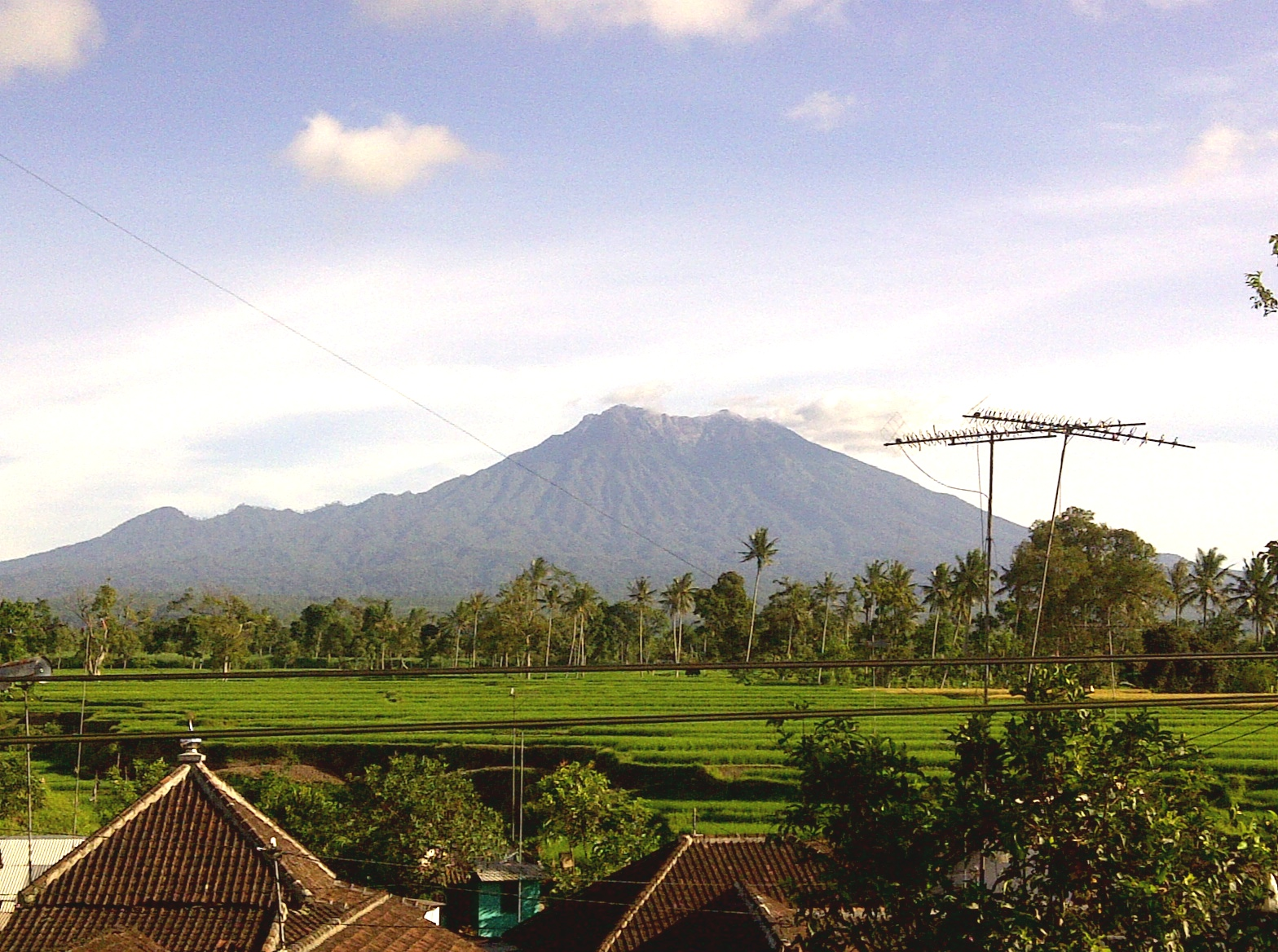
カリバル（インドネシア語版）の町から望むラウン山、2013年撮影。